# Понти, Эдоардо
Эдоардо Понти (итал. Edoardo Ponti; род. 6 января 1973) — итальянский кинорежиссёр.

## Биография
Понти родился 6 января 1973 года в Женеве.
Учился в College Aiglon в Швейцарии и окончил его в 1990 году. В 1994 году Понти с отличием окончил Университет Южной Калифорнии со степенью бакалавра гуманитарных наук в области английской литературы и творческого письма. В 1998 году Понти получил степень магистра изящных искусств в области режиссуры и производства фильмов в Школе кино и телевидения Университета Южной Калифорнии.
Сын актрисы Софи Лорен и продюсера Карло Понти-старшего, а также брат дирижёра Карло Понти-младшего.
12 августа 2007 года Понти женился на актрисе Саше Александр в Женеве. У них двое детей, Лючия София Понти (род. 12 мая 2006 года) и Леонардо Фортунато Понти (род. 20 декабря 2010 года).

## Карьера
Режиссёрский дебют Понти состоялся в 2012 году с выходом фильма «Между незнакомцами». Продюсером фильма выступила Габриэлла Мартинелли, а в главных ролях снялись Софи Лорен, Мира Сорвино, Дебора Кара Ангер, Жерар Депардьё, Пит Постлетуэйт и Малкольм Макдауэлл. Премьера фильма состоялась на Венецианском и Торонтском международных кинофестивалях. Фильм получил пять номинаций на кинопремию «Джини», канадский эквивалент «Оскара». Понти получил награду как лучший начинающий режиссёр на кинофестивале в Ньюпорт-Бич, а также почётную награду на фестивале итальянского кино в Лос-Анджелесе.